# ميكائيل هيلستروم
ميكائيل هيلستروم (بالسويدية: Mikael Hellström)‏ (11 مارس 1972 بستوكهولم في السويد - ) هو لاعب كرة قدم سويدي في مركز الوسط. شارك مع منتخب السويد لكرة القدم. أما مع النوادي، فقد لعب مع نادي هاماربي لكرة القدم.

## وصلات خارجية
- ميكائيل هيلستروم على موقع الاتحاد الدولي (مؤرشف)  (الإنجليزية)
- ميكائيل هيلستروم على موقع اتحاد السويد (السويدية)
- ميكائيل هيلستروم على موقع قاعدة بيانات كرة القدم.إي يو (الإنجليزية)
- ميكائيل هيلستروم على موقع ناشيونال فوتبول تيمز (الإنجليزية)